# 1673년
1673년은 일요일로 시작하는 평년이다.

## 연호
- 동녕(東寧) 영력(永曆) 27년
- 청(淸) 강희(康熙) 12년
- 일본(日本) 간분(寛文) 13년 / 엔포(延宝) 원년
- 후 레 왕조(後黎朝) 즈엉득(陽德) 2년
- 막 왕조(莫朝) 투언득(順德) 36년

## 기년
- 동녕(東寧) 연평문왕(延平文王) 11년
- 류큐(琉球) 쇼테이왕(尚貞王) 5년
- 청(淸) 성조 강희제(聖祖 康熙帝) 12년
- 조선(朝鮮) 현종(顯宗) 14년
- 후 레 왕조(後黎朝) 가종(嘉宗) 2년

## 사망
- 2월 17일 - 프랑스 극작가 몰리에르
- 5월 5일 - 조선의 실학자 유형원